# Chulumani (gemeente)
Chulumani is een gemeente (municipio) in de Boliviaanse provincie Sud Yungas in het departement La Paz. De gemeente telt naar schatting 20.671 inwoners (2018). De hoofdplaats is Chulumani.